# 履行運動
履行運動（執行運動、ポーランド語：Ruch egzekucyjny）は16世紀のポーランド王国における政治運動で、のちにポーランド・リトアニア共和国（一般に「共和国」と呼ばれる）全体に広まった。この運動は中小シュラフタ、および当時の国内政治の現状に疑問を抱く一部のマグナート（大シュラフタ）の間で支持を広げた。またジグムント1世王とその息子ジグムント2世王、およびステファン・バートリ王の支援も得た。ポーランドでは「法履行の運動」（ruch egzekucyjny egzekucja praw）または「財産権履行の運動」（egzekucja dóbr）とも呼ばれる。当時のポーランド王国および（ポーランド・リトアニア）共和国ではマグナートが公有地を不法占有している場合があり、そういった公有地に対する国家への返還を求めるものでもあった。この運動の支持者たちは大貴族（マグナート）に対抗したことから「ポプラレス」（popularyści、民衆派／平民派）と呼ばれた。貴族共和政を敷くポーランドでは貴族（シュラフタ）の数は膨大で、同様に貴族共和政を敷いていた古代の共和政ローマにおけるローマ市民と同様、彼らは「共和国市民」との自己認識を抱いていた。「ポプラレス」の言葉はそこに由来する。この運動はまた、指導的立場にあったのがヤン・ザモイスキであったことから「ザモイスキ派」（zamoyszczycy）と呼ばれた。ザモイスキは「中小シュラフタの筆頭護民官」（トゥリブヌス・プレビス）とさえ呼ばれた人物で、ここにも古代の共和政ローマの影響が見て取れる。
この政治運動は、マグナートたちが既存の法律を恣意的に用いることに反対し、既存の法律の実際の「履行」を求めた。
主な支持者は：
- 王国大法官（首相）ヤン・ザモイスキ
- 王国国会（セイム）議長ミコワイ・シェニツキ
- 王国国会（セイム）議長ラファウ・レシチンスキ（スタニスワフ・レシチンスキ王の先祖で、ポーランド首座大司教ヴァツワフ・レシチンスキの祖父）
- ヒエロニム・オッソリンスキ、ヤクブ・オストロルク、ヤン・ポネントフスキ等の政治家

さらに、この運動の内容は部分的にアンジェイ・フリチ・モトジェフスキやヤン・ワスキといった哲学者たちやアウグスティヌス・ロトゥンドゥスといった著述家たちの支持を獲得した。
この運動の目的は国家改革であり、マグナート・僧侶・王の権限の縮小と中小シュラフタの国会（セイム）における権利拡大を模索したものであった。いくつかの要求は実現したが、17世紀に入るとこの政治運動は衰退し、要求を実現していく力を失った。この政治運動の内容がもしも次々と実行に移されていたなら国家に有益な結果をもたらしたであろうというのは、現代の歴史家の一般的な見解である。

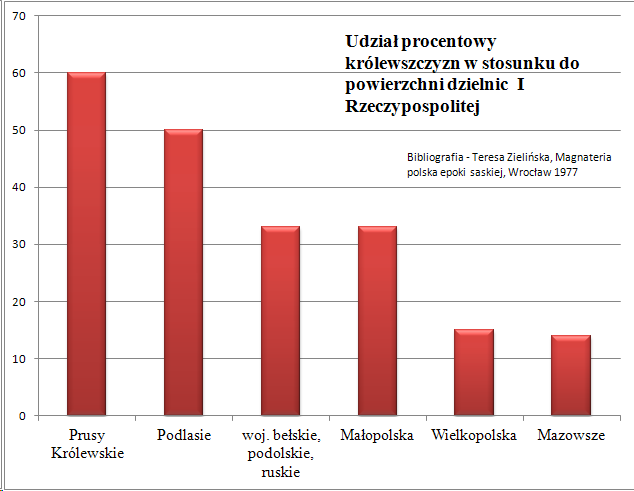
16世紀のポーランド王国の各地方における宮廷保有地（国有地）の割合（%）
左から、ポーランド王領プロイセン、ポドラシェ、クレシ（東部国境地方：ベウズ県、ポドレ県、ルーシ県）、マウォポルスカ、ヴィエルコポルスカ、マゾフシェ

履行の運動が要求していた内容の主なものは以下の通り：
- 地方議会（セイミク）の組織体系の尊重、および法の成文化。
- 王領地（国有地）のうち、マグナートたちによって不法占有されていたものの王への返還。
- 国会（セイム）の権限拡大と、それによるニヒル・ノヴィ（立法権は国会のみにあり、王には立法権がないという原則）の徹底。
- 1504年に制定された複数官職兼任禁止法（Incompatibilitas）の厳格な履行。
- 地方官の任地駐在の原則の徹底。
- 立憲政治に基づいた中央集権化
- 貴族共和政における国会の政治的権限の優位性。
- リトアニア大公国との連合強化とプロイセン公領の自治権の廃止。
- 政府財政改革。
- 司法制度改革。
- 常設軍の創設。
- 信教自由の原則の徹底。
- 輸入関税の廃止と、国内通行税の縮小。
- 中世ギルドの解散。
- シュラフタでない者の土地所有に関する制限。固定資産の正確な補足のため。（共和国では全人口の10%がシュラフタで、またポーランド語を母語とする者の25%がシュラフタであった。）
- ユダヤ人の経済的自由の拡大と都市商工民の経済的自由の制限。
- 10分の1税やその他の経済的用件に関する聖職者の権限縮小。
- 教会への寄付金の見直し。